# Лазарєв Василь Никифорович
Василь Никифорович Лазарєв (21 квітня 1893, місто Казань, тепер Російська Федерація — 1966) — радянський діяч, 1-й заступник голови Ради народних комісарів Казахської РСР. Кандидат у члени Бюро ЦК КП(б) Казахстану (1937—1938). Депутат Верховної Ради СРСР 1-го скликання (1937—1938).

## Біографія
Народився в родині робітника. У 1904 році закінчив церковноприходську школу.
У 1904—1914 роках — шорник на Алафузовській фабриці; електромонтер, телефоніст Казанського порохового заводу.
У 1914—1917 роках служив у російській армії.
Член РСДРП(б) з листопада 1917 року.
У 1918—1919 роках служив у Червоній армії: прожекторист, політичний працівник на Східному фронті.
У 1919—1920 роках — заступник голови фабрично-заводського комітету Казанського порохового заводу.
У 1920—1921 роках — відповідальний секретар Об'єднаного Слобідського районного комітету РКП(б) міста Казані.
У 1921—1924 роках — відповідальний секретар Бугульмінського кантонного комітету РКП(б) Татарської АРСР.
У 1924 році — відповідальний секретар Єлабузького кантонного комітету РКП(б) Татарської АРСР.
У 1924—1925 роках — заступник голови Ради народних комісарів Татарської АРСР. Одначасно у 1924—1925 роках — голова Казанської міської Ради.
У 1925—1927 роках — завідувач організаційного відділу Татарського обласного комітету ВКП(б).
У 1927—1929 роках — слухач курсів марксизму-ленінізму при ЦК ВКП(б).
У 1929—1931 роках — завідувач сільськогосподарського сектора розподільного відділу (відділу адміністративно-господарських і профспілкових кадрів) ЦК ВКП(б).
У 1931—1933 роках — секретар Середньо-Волзького крайового комітету ВКП(б) у місті Самарі.
У 1933 — серпні 1936 року — 1-й секретар Південно-Казахстанського обласного комітету ВКП(б).
У 1936—1937 роках — завідувач промислово-транспортного відділу Казакського крайового комітету ВКП(б). У 1937 році — завідувач промислово-транспортного відділу ЦК КП(б) Казахстану.
У вересні 1937 — червні 1938 року — 1-й заступник голови Ради народних комісарів Казахської РСР.
Заарештований 5 вересня 1938 року. Виключений з членів ВКП(б). Засуджений Особливою нарадою при НКВС СРСР 26 жовтня 1940 року за статтями 58-2, 58-8, 58-11 КК РРФСР до 8 років виправно-трудових таборів. З 1949 року перебував на засланні, працював на виробництві. З 1954 року — електромонтер на будівництві в місті Казані.
Реабілітований постановою Військової колегії Верховного суду СРСР 15 жовтня 1955 року.
Потім — на пенсії.